# 카자흐스탄 프리미어리그
카자흐스탄 프리미어리그는 카자흐스탄의 최상위에 위치한 축구 리그이다. 이 리그를 관할하고 있는 카자흐스탄 축구 연맹은 1992년에 설립되었고 하위 리그로는 카자흐스탄 퍼스트디비전이 있으며 리그는 봄에 시작하여 늦가을에 끝난다. 1992년부터 2001년까지는 카자흐스탄 최고 디비전으로 불렸고 2002년부터 2007년까지는 카자흐스탄 슈퍼리그로 불리다가 [ㅣ2008년부터 현재의 명칭을 얻게 되었다.

## 2025 시즌 클럽팀
- FC 아스타나
- FC 아티라우
- FC 악퇴베
- FC 오르다바시
- FC 옐리마이
- FC 제니스
- FC 제티수
- FC 카이라트
- FC 카이사르
- FC 키질라르 SK
- FC 토볼
- FC 투란

## 같이 보기
- 카자흐스탄의 축구